# Адекватное
Адекватное (лат. adaequatus — приравненный, уравненный) — вполне, точно соответствующее, соразмерное, согласующееся, верное, тождественное. 
Соответственно чему-либо, кому-либо, с чем-либо (то есть применение слов «адекватность», «адекватный» не несут смысла без указания чему они адекватны).
Пример:
1) «Адекватный человек» — широко распространённая в русскоязычной среде грубая речевая ошибка, фраза, не несущая смысла без указания чему именно (обстановке, норме права, чьим-то личным представлениям) поведение (рассматриваемого объекта) адекватно (точно соответствует).
|  | Слово адекватный сейчас чрезвычайно активно используется применительно к человеку. При этом не указывается, чему этот человек адекватен. Просто — адекватный, то есть без тараканов в голове, без неожиданных и странных проявлений, без комплексов, сверхценных или фиксированных идей.Ирина Левонтина |

2) В теории познания термин адекватное служит для обозначения верного воспроизведения в представлениях, понятиях и суждениях объективных связей и отношений. В этом смысле истина определяется как адекватность мышления бытию (то есть мышление не может быть само по себе адекватным, оно может быть адекватным чему-либо (объекту сравнения, эталону и тому подобное), что непременно должно быть указано.